# Рембрандт-тауэр
Ре́мбрандт-та́уэр (нидерл. Rembrandttoren) — офисный небоскрёб в Амстердаме, названный в честь знаменитого художника XVII века Рембрандта. Самое высокое здание этого города и третье по величине среди всех сооружений. 
Строительство велось с 1991 по 1994 год, открыто в 1995 году. В башне 35 используемых и 4 технических этажа. Для установки фундамента потребовалось вбить сваи длиной 56 метров и диаметром 2 метра. Это первое здание в Нидерландах с железобетонным каркасом и стальной рамой. Расположен в районе Омвал, на берегу реки Амстел.
Архитекторами проекта были нидерландское бюро ZZDP Architecten и американское Skidmore, Owings and Merrill.